# Liste de jeux Midway Home Entertainment
La liste de jeux Midway Home Entertainment répertorie les jeux développés et édités par Midway Home Entertainment.

## Game Boy Advance
- Cruis'n Velocity (2001)
- Defender (2002)
- Die Biene Maja: Klatschmohnwiese in Gefahr (2006)
- Dr. Muto (2002)
- Ed, Edd n Eddy: The Mis-Edventures (2005)
- Gauntlet: Dark Legacy (2002)
- Happy Feet (2006)
- Justice League: Injustice for All (2002)
- Justice League: Chronicles (2003)
- MLB SlugFest 20-04 (2003)
- Maya the Bee: Sweet Gold (2005)
- Midway's Greatest Arcade Hits (2001)
- Mortal Kombat: Deadly Alliance (2002)
- Mortal Kombat: Tournament Edition (2003)
- Mortal Kombat Advance (2001)
- NFL Blitz 20-02 (2001)
- NFL Blitz 20-03 (2002)
- NHL Hitz 20-03 (2002)
- Ozzy & Drix (2003)
- Rampage: Puzzle Attack (2001)
- Ready 2 Rumble Boxing: Round 2 (2001)
- Spy Hunter (2002)
- Super Duper Sumos (2003)
- The Ant Bully (2006)
- The Bee Game (2007)
- The Grim Adventures of Billy & Mandy (2006)

## Super Nintendo
- Arcade's Greatest Hits: Atari Collection 1 (1997)
- Kyle Petty's No Fear Racing (1995)
- NBA Jam (1994)
- Total Carnage (1993)
- Ultimate Mortal Kombat 3 (1996)

## Nintendo 64
- Bio F.R.E.A.K.S. (1998)
- California Speed (1999)
- Chopper Attack (1998)
- Cruis'n Exotica (2000)
- Gauntlet Legends (1999)
- Gex: Enter the Gecko (1998)
- Hydro Thunder (2000)
- Mace: The Dark Age (1997)
- Midway's Greatest Arcade Hits Vol. 1 (2000)
- Mortal Kombat 4 (1998)
- Mortal Kombat Mythologies - Sub-Zero (1997)
- Mortal Kombat Trilogy (1997)
- NBA Hang Time (1997)
- NBA Showtime: NBA on NBC (1999)
- NFL Blitz (1998)
- NFL Blitz: Special Edition (2001)
- NFL Blitz 2000 (1999)
- NFL Blitz 2001 (2000)
- Off Road Challenge (1998)
- Olympic Hockey Nagano '98 (1998)
- Paperboy (1999)
- Rampage: World Tour (1998)
- Ready 2 Rumble Boxing (1999)
- Ready 2 Rumble Boxing - Round 2 (2000)
- San Francisco Rush: Extreme Racing (1997)
- San Francisco Rush 2049 (2000)
- Stunt Racer 64 (2000)
- War Gods (1997)
- Wayne Gretzky's 3D Hockey (1996)
- Wayne Gretzky's 3D Hockey '98 (1997)
- Wipeout 64 (1998)
- World Driver Championship (1999)

## Game Boy Color
- 720° (1999)
- Arcade Hits: Joust & Defender (1999)
- Arcade Hits: Moon Patrol & Spy Hunter (1999)
- Billy Bob's Huntin' 'n' Fishin' (1999)
- Cruis'n Exotica (2000)
- Klax (1999)
- Marble Madness (1999)
- Mortal Kombat 4 (1998)
- NBA Hoopz (2001)
- NBA Showtime: NBA on NBC (2000)
- NFL Blitz 2000 (1999)
- NFL Blitz 2001 (2000)
- NFL Blitz (1998)
- Paperboy (1999)
- Rampage: World Tour (1998)
- Rampage 2: Universal Tour (1999)
- Rampart (1999)
- Ready 2 Rumble Boxing (1999)
- San Francisco Rush 2049 (2000)
- Toobin' (2000)

## Nintendo DS
- Foster's Home for Imaginary Friends: Imagination Invaders (2007)
- Happy Feet (jeu vidéo) (2006)
- Mechanic Master (2008)
- Mechanic Master 2 (2010)
- The Bee Game (2007)
- Touchmaster (2007)
- Touchmaster 2 (2008)
- Touchmaster 3 (2009)
- Ultimate Mortal Kombat (2007)

## Gamecube
- Defender (2002)
- Dr. Muto (2003)
- Ed, Edd n Eddy: The Mis-Edventures (2005)
- Fireblade (2002)
- Freaky Flyers (2003)
- Freestyle Metal X (2003)
- Gauntlet: Dark Legacy (2002)
- Happy Feet (2006)
- MLB SlugFest 20-03 (2002)
- MLB SlugFest 20-04 (2003)
- Midway Arcade Treasures (2003)
- Midway Arcade Treasures 2 (2004)
- Midway Arcade Treasures 3 (2005)
- Mortal Kombat: Deadly Alliance (2002)
- Mortal Kombat: Deception (2005)
- NFL Blitz 20-02 (2002)
- NFL Blitz 20-03 (2002)
- NFL Blitz: Pro (2003)
- NHL Hitz 20-02 (2001)
- NHL Hitz 20-03 (2002)
- NHL Hitz Pro (2003)
- Rampage: Total Destruction (2006)
- RedCard 20-03 (2002)
- RoadKill (2003)
- SpyHunter (2002)
- The Ant Bully (2006)
- The Grim Adventures of Billy & Mandy (2006)

## Wii
- Cruis'n (2007)
- Cruis'n USA (2008)
- Game Party (2007)
- Game Party 2 (2008)
- Game Party 3 (2009)
- Happy Feet (2006)
- Mortal Kombat: Armageddon (2007)
- Rampage: Total Destruction (2006)
- TNA Impact! (2008)
- The Ant Bully (2006)
- The Grim Adventures of Billy & Mandy (2006)

## Saturn
- Arcade's Greatest Hits: The Atari Collection 1 (1997)
- Area 51 (1996)
- Maximum Force (1997)
- Mortal Kombat Trilogy (1997)
- Rampage: World Tour (1998)
- WWF WrestleMania: The Arcade Game (1996)

## Dreamcast
- 4 Wheel Thunder (2000)
- Army Men: Sarge's Heroes (2000)
- Gauntlet Legends (2000)
- Hydro Thunder (1999)
- Midway's Arcade Hits 3
- Midway's Greatest Arcade Hits Vol. 2 (2001)
- Midway's Greatest Arcade Hits Volume I (2000)
- Mortal Kombat Gold (1999)
- NBA Hoopz (2001)
- NBA Showtime: NBA on NBC (1999)
- NFL Blitz 2000 (1999)
- NFL Blitz 2001 (2000)
- Ready 2 Rumble Boxing (1999)
- Ready 2 Rumble Boxing: Round 2 (2000)
- San Francisco Rush 2049 (2000)

## PlayStation Portable
- Blitz: Overtime (2006)
- Hot Brain (2007)
- Midway Arcade Treasures: Extended Play (2005)
- Mortal Kombat: Unchained (2006)
- NBA Ballers: Rebound (2006)
- Rush (2006)

## PlayStation
- Arcade Party Pak (1999)
- Arcade's Greatest Hits: The Atari Collection 1 (1996)
- Arcade's Greatest Hits: The Atari Collection 2 (1998)
- Arcade's Greatest Hits: The Midway Collection 2 (1997)
- Arcade's Greatest Hits: The Williams Collection 2 (Released)
- Area 51 (1996)
- Assault: Retribution (1998)
- Bio F.R.E.A.K.S. (1998)
- Destruction Derby Raw (2000)
- Formula One 2000 Psygnosis Version
- Gauntlet Legends (2000)
- Gex: Enter the Gecko (1998)
- Hydro Thunder (2000)
- In Cold Blood (2001)
- Jackie Chan's Stuntmaster (2000)
- Kurt Warner's Arena Football Unleashed (2000)
- Maximum Force (1997)
- Micro Machines V3 (1998)
- Mortal Kombat 4 (1998)
- Mortal Kombat Mythologies: Sub-Zero (1997)
- Mortal Kombat: Special Forces (2000)
- Muppet Monster Adventure (2000)
- Muppet Race Mania (2000)
- NBA Fastbreak '98 (1997)
- NBA Hang Time (1996)
- NBA Hoopz (2001)
- NBA Showtime: NBA on NBC (1999)
- NFL Blitz 2000 (1999)
- NFL Blitz 2001 (2000)
- NFL Blitz (1998)
- NHL Open Ice: 2 On 2 Challenge (1996)
- Paperboy (2000)
- Rampage 2: Universal Tour (1999)
- Rampage Through Time (2000)
- Rampage: World Tour (1997)
- Ready 2 Rumble Boxing (1999)
- Ready 2 Rumble Boxing: Round 2 (2000)
- Rollcage Stage II (2000)
- San Francisco Rush: Extreme Racing (1998)
- Team Buddies (2000)

## PlayStation 2
- Aqua Teen Hunger Force Zombie Ninja Pro-Am (2007)
- Arctic Thunder (2001)
- Area 51 (2005)
- Blitz: The League (2005)
- CART Fury (2001)
- Defender (2002)
- Dr. Muto (2002)
- Dr. Muto Demo Disc (Released)
- Ed, Edd n Eddy: The Mis-Edventures (2005)
- Fireblade (2002)
- Freaky Flyers (2003)
- Freaky Flyers Demo Disc (Released)
- Freestyle Metal X (2003)
- Gauntlet: Dark Legacy (2001)
- Gauntlet: Seven Sorrows (2005)
- Gravity Games Bike: Street. Vert. Dirt. (2002)
- Happy Feet (2006)
- Haven: Call of the King Demo Disc (Released)
- Haven: Call of the King (2002)
- L.A. Rush (2005)
- Legion: The Legend of Excalibur (2002)
- MLB SlugFest 20-03 (2002)
- MLB SlugFest 20-04 (2003)
- MLB SlugFest 2006 (2006)
- MLB SlugFest: Loaded (2004)
- Midway Arcade Treasures (2003)
- Midway Arcade Treasures 2 (2004)
- Midway Arcade Treasures 3 (2005)
- Mortal Kombat Kollection (2008)
- Mortal Kombat: Armageddon Premium Edition (2006)
- Mortal Kombat: Armageddon (2006)
- Mortal Kombat: Deadly Alliance (2002)
- Mortal Kombat: Deception (2004)
- Mortal Kombat: Deception Premium Pack (2004)
- Mortal Kombat: Shaolin Monks (2005)
- NARC (2005)
- NBA Ballers (2004)
- NBA Ballers: Phenom (2006)
- NBA Hoopz (2001)
- NFL Blitz 20-02 (2001)
- NFL Blitz 20-03 (2002)
- NFL Blitz: Pro (2003)
- NHL Hitz 20-02 (2001)
- NHL Hitz 20-03 (2002)
- NHL Hitz Pro (2003)
- Psi-Ops: The Mindgate Conspiracy (2004)
- Rampage: Total Destruction (2006)
- Ready 2 Rumble Boxing: Round 2 (2000)
- RedCard 20-03 (2002)
- RoadKill (2003)
- Shadow Hearts (2001)
- Shadow Hearts: Covenant (2004)
- Spy Hunter: Nowhere to Run (2006)
- SpyHunter (2001)
- SpyHunter 2 (2003)
- TNA Impact! (2008)
- The Ant Bully (2006)
- The Grim Adventures of Billy & Mandy (2006)
- The Suffering (2004)
- The Suffering: Ties That Bind (2005)

## PlayStation 3
- BlackSite: Area 51 (2007)
- Blitz: The League II (2008)
- Championship Sprint (2007)
- John Woo Presents Stranglehold (2007)
- John Woo Presents Stranglehold Collector's Edition (2007)
- Mortal Kombat vs. DC Universe (2008)
- Mortal Kombat vs. DC Universe Kollector's Edition (2008)
- NBA Ballers: Chosen One (2008)
- TNA Impact! (2008)
- Unreal Tournament III (2007)
- Unreal Tournament III: Titan Pack (2009)

## Ordinateur personnel (Windows)
- Arcade Party Pak
- Arcade's Greatest Hits: The Midway Collection 2 (1997)
- Area 51 (2005)
- Big Buck Hunter (1007)
- Bio F.R.E.A.K.S. (1998)
- BlackSite: Area 51 (2007)
- Earth 2160 (2005)
- Ed, Edd n Eddy: The Mis-Edventures (2005)
- Eight Ball Deluxe (1993)
- Happy Feet (2006)
- John Woo Presents Stranglehold (2007)
- L.A. Rush (March 2006)
- Mace: The Dark Age (Released)
- Midway Arcade Treasures (2004)
- Midway Arcade Treasures: Deluxe Edition (2006)
- Mortal Kombat 3 (1996)
- Mortal Kombat 4 (1998)
- Mortal Kombat I & II (1996)
- Mortal Kombat II (1996)
- Mortal Kombat Trilogy (1997)
- NFL Blitz 2000 (1999)
- NFL Blitz (1998)
- NHL Open Ice: 2 On 2 Challenge (1997)
- Psi-Ops: The Mindgate Conspiracy (2004)
- Rampage: World Tour (1998)
- Rampart
- Rise and Fall: Civilizations at War (2006)
- The Ant Bully (2006)
- The Grim Adventures of Billy & Mandy (TBA)
- The Lord of the Rings Online: Shadows of Angmar (2007)
- The Suffering: Ties That Bind (2005)
- Toobin' (1988)
- Unreal Anthology (2006)
- Unreal Tournament III Collector's Edition (2007)
- Unreal Tournament III (2007)
- Unreal Tournament III: Black Edition (2009)
- Unreal Tournament III: Titan Pack (2009)
- War Gods (1997)

## Xbox
- Arctic Thunder (2001)
- Area 51 (2005)
- Blitz: The League (2005)
- Defender (2002)
- Defender Shockwave Version (Released)
- Dr. Muto (2002)
- Ed, Edd n Eddy: The Mis-Edventures (2005)
- Fireblade (2002)
- Freaky Flyers (2003)
- Freestyle Metal X (2003)
- Gauntlet (Released)
- Gauntlet: Dark Legacy (2002)
- Gauntlet: Seven Sorrows (2005)
- Gravity Games Bike: Street. Vert. Dirt. (2002)
- Haven: Call of the King (Europe Only)
- Joust (Released)
- L.A. Rush (2005)
- MLB SlugFest 20-03 (2002)
- MLB SlugFest 20-04 (2003)
- MLB SlugFest 2006 (2006)
- MLB SlugFest: Loaded (2004)
- Midway Arcade Treasures (2003)
- Midway Arcade Treasures 2 (2004)
- Midway Arcade Treasures 3 (2005)
- Mortal Kombat: Armageddon (2006)
- Mortal Kombat: Deadly Alliance (2002)
- Mortal Kombat: Deception (2004)
- Mortal Kombat: Deception Kollector's Edition - Baraka Version (2004)
- Mortal Kombat: Deception Kollector's Edition - Raiden Version (2004)
- Mortal Kombat: Deception Kollector's Edition - Scorpion Version (2004)
- Mortal Kombat: Deception Kollector's Edition - Mileena Version (2004)
- Mortal Kombat: Shaolin Monks (2005)
- NARC (2005)
- NBA Ballers (2004)
- NBA Ballers: Phenom (32006)
- NFL Blitz 20-02 (2002)
- NFL Blitz 20-03 (2002)
- NFL Blitz: Pro (2003)
- NHL Hitz 20-02 (2001)
- NHL Hitz 20-03 (2002)
- NHL Hitz Pro (2003)
- Psi-Ops: The Mindgate Conspiracy (2004)
- RedCard 20-03 (2002)
- RoadKill (2003)
- Robotron: 2084 (Released)
- Smash TV (Released)
- Spy Hunter: Nowhere to Run (2006)
- SpyHunter (2002)
- SpyHunter 2 (2003)
- The Suffering (2004)
- The Suffering: Ties That Bind (2005)
- Unreal Championship 2: The Liandri Conflict (2005)

## Xbox 360
- BlackSite: Area 51 (2007)
- Blitz: The League (2006)
- Blitz: The League II (2008)
- Cyberball 2072 (2007)
- Defender (2006)
- Gauntlet (2005)
- Gauntlet: Seven Sorrows (2008)
- Hour of Victory (2007)
- John Woo Presents Stranglehold Collector's Edition (2007)
- John Woo Presents Stranglehold (2007)
- Joust (2005)
- Mortal Kombat vs. DC Universe (November 16, 2008)
- Mortal Kombat vs. DC Universe Kollector's Edition (2008)
- NBA Ballers: Chosen One (2008)
- Paperboy (2007)
- Robotron: 2084 (2005)
- Root Beer Tapper (2007)
- Smash TV (2005)
- TNA Impact! (2008)
- Ultimate Mortal Kombat 3 (2006)
- Unreal Tournament III (2008)
- Wheelman (2009)

## Téléphone portable
- Defender (2003)
- Gauntlet (2004)
- Spy Hunter (2004)